# Richard Pohl
Richard Pohl   (Leipzig, 12 de setembre de 1826 - Baden-Baden, 17 de desembre de 1896) va ser un crític musical, escriptor, poeta i compositor alemany. Va ocupar un lloc destacat a la meitat del segle de la guerra dels romàntics, enfrontant-se a Eduard Hanslick i defensant la "Música del futur" (l'estil romàntic progressiu de Franz Liszt i Richard Wagner).
Estudià ciències naturals i filosofia en les Universitats de Göttingen i Leipzig, i després d'haver sigut professor de matemàtiques a Graz passà a Dresden el 1852, on entaulà amistat amb Liszt, que l'aconsellà dedicar-se per complet a la música. Dos anys més tard es traslladà a Weimar, on publicà (1856-60) junt amb Franz Brendel els Anregungen für Kunst und Wissenschaft, ensems que col·laborava activament en la Neue zeitschrift für Musik, de Leipzig, on solia signar amb el pseudònim d'Hoplit. Apassionat de la música Wagneriana, fou un dels més gelosos i conscients intèrprets de les doctrines del mestre, destacant-se ben aviat la seva tasca d'entre l'embalum de llibres a que donà motiu l'aparició de Wagner. El 1864 es retirà a Baden-Baden on dirigí el Badeblatt.
A més d'un gran nombre d'articles, va escriure les obres següents: 
- Akustische Briefe für Musiker und Musikfreunde (1853);
- Baireuther Erinnerungen (1877);
- Richard Wagner (1883);
- Richard Wagner, Studien und Kritiken (1883);
- Frannz Liszt (1883);
- Hektor Berlioz, Studien und Erinnerungen (1884);
- Die Höhenzüge der musikalischen Entwichelung (1888).

A més, traduí al alemany les obres literàries completes de Berlioz en quatre volums (1864) i el llibre de l'òpera Samson et Dalila de Saint-Saëns. També se li deuen la comèdia Musikalische Leiden (1856) i una col·lecció de Gedichte (1859). Finalment, Pohl fou un compositor distingit i deixà agradables lieder i balades, un melodrama titulat Die Wallfahrt nach Kevelaar, un fragment per a orquestra de corda, un Nocturn per a piano i violí, un Cor per a veus d'homes, i altres composicions.
La seva primera esposa, Johanna Eyth (morta el 1870), fou una notable arpista.
La seva segona esposa, Louise, publicà una obra titulada Hektor Berlioz, Leben und Werhe (Leipzig, 1900).